# Aimee Semple McPherson
Aimee Semple McPherson (ur. 9 października 1890, zm. 27 września 1944), znana również jako Siostra Aimee, była kanadyjsko-amerykańską ewangelistką w latach 20. i 30. XX wieku. Jest założycielką Kościoła Poczwórnej Ewangelii, który obecnie liczy 8,7 miliona wiernych na świecie. McPherson była pionierką w wykorzystaniu nowoczesnych mediów, zwłaszcza radia. 

## Wczesne życie
Aimee była wychowana w Armii Zbawienia, po czym na krótki okres została ateistką, następnie jeszcze w szkole średniej nawróciła się do kościoła zielonoświątkowego. Misjonarka z mężem Robertem Semple'em w Chinach, skąd powróciła do USA po śmierci pierwszego męża w 1910 roku. Aimee wyszła powtórnie za mąż i urodziła drugie dziecko, co skończyło się depresją poporodową. Jak mówiono, usłyszała wezwanie Boga i podjęła się pracy ewangelizacyjnej. W 1923 roku, dwa lata po tym, jak jej drugi mąż wniósł pozew o rozwód, jako powód podając "porzucenie", założyła własny kościół, Świątynię Anioła Pańskiego w Los Angeles i własne wyznanie Kościół Poczwórnej Ewangelii. Świątynia była jednym z cudów religijnych tamtego okresu: mogła pomieścić 5 tysięcy wyznawców. Z każdej strony kościoła stały olbrzymie anteny radiowe, które emitowały kazania Aimee na cały świat. Na kościele znajdował się wielki obrotowy krzyż, widoczny z odległości 50 mil. Aimee była mistrzynią autoreklamy. Latała samolotem nad Los Angeles, zrzucając ulotki z modlitwami. Poleciła członkom swojej orkiestry chodzić po ulicach i grać hymny. Trębacze grali "Stars and Stripes Forever". Aimee odprawiała nabożeństwa siedem razy w tygodniu - w niedzielę trzykrotnie. 
Kariera Aimee nie była wolna od kontrowersji. W 1926 roku doszło do skandalu gdy Aimee nagle zniknęła. Wielu z jej wyznawców obawiało się, że nie żyje, lecz pojawiła się na pustyni w Meksyku i opowiadała historię o tym jak została porwana. Fakt, że w tym czasie zniknął również mężczyzna, który mógł być jej kochankiem (niektórzy twierdzili, że go z nią widzieli), dał prasie pole do popisu. Jej reputacja nie poprawiła się, gdy przeprowadziła się do okazałej podmiejskiej rezydencji. Wkrótce jednak potem ponownie wyszła za mąż i ponownie się rozwiodła. Zmarła w 1944 roku.